# Ulf Jämterud
Ulf Wilhelm Jämterud född 24 december 1968 är en svensk läromedelsförfattare, som 2011 tilldelades Kungliga Vitterhetsakademins lärarpris för "berömlig lärargärning inom skolväsendet".

## Utmärkelser
- 2011 Kungliga Vitterhetsakademins lärarpris för "berömlig lärargärning inom skolväsendet genom att ställa didaktiska frågor under debatt har förenat kravet på goda ämneskunskaper med möjligheten att utnyttja databaserad undervisning i källkritik"[1][2]